# تی-۳۴ (فیلم)
تی-۳۴ (روسی: Т-۳۴) یک فیلم جنگی روسی محصول سال ۲۰۱۸ به نویسندگی و کارگردانی آلکسی سیدورووا است. عنوان فیلم اشاره به تی-۳۴ دارد، یک تانک متوسط متعلق به اتحاد جماهیر شوروی در دوران جنگ جهانی دوم که در جبههٔ شرقی در طول جنگ جهانی دوم استفاده می‌شد. فیلم داستان نیکولای لوشکین یک افسر ارتش سرخ است که تلاش دارد تا از اسارت فرار کند و برای نیل به این هدف او خدمه‌ای را برای خود دست و پا می‌کند و نازی‌ها را به چالش می‌کشد. فیلم با درخشش چهره‌هایی چون الکساندر پتروف به عنوان نیکولای ایوشکین، با ویکتور دوبروناروف، ایرینا سترسنباوم، آنتون بوگدانف، یورا بوریسوف، سمین تراکونوف و آرتیوم بیسترو، به عنوان تیمی از ارتش شوروی آغاز می‌شود.
فیلم نقدهای مثبتی را از سوی منتقدین بابت کیفیت تولید به خود اختصاص داده. همچنین در گیشه هم فیلمی موفق بود و فروشی بالغ بر ۲۶ میلیون دلار معادل ۲٫۲ بیلیون روبل را به خود اختصاص داد. آن هم تحت شرایطی که هزینه ساخت فیلم تنها ۶۰۰ میلیون روبل بود. این فیلم در دومین ردیف از فهرست بزرگ‌ترین بلک باسترهای روس با بیش از ۸٫۵ میلیون تماشاگر و ۲ بیلیون روبل فروش قرار گرفت. فیلم در ۱ ژانویه ۲۰۱۹ در فرمت آی‌مکس منتشر گشت.